# Jean Gaumy
Jean Gaumy (Royan, 1948) é um fotógrafo francês membro da Agência Magnum de fotografia. Vive na Normandia, em Fécamp (Seine-Maritime). Originário do sudoeste da França, Jean Gaumy colaborou como redator e fotógrafo de um jornal regional, de 1969 a 1972, até que terminou seus estudos universitários em 1972 em Rouen. Realizou suas primeiras fotografias em 1972, na Agência Viva, depois entrou na Agência Gamma, em 1973, onde ficou até 1977, quando entrou na Magnum. 
Em 1975-76, obeteve autorização excepcional de fotografar os diferentes serviços de um hospital francês. No ano seguinte, foi o primeiro foto-jornalista a ser admitido nas prisões francesas.
Realizou inúmeras reportagens na Europa, África, América Central e Oriente Médio, principalmente no Irã onde visitou com frequência, de 1986 a 1994. Realizou uma fotografia de uma imagem que correu o mundo: duas mulheres iranianas com um revólver na guerra Irã-Iraque. 
Em 2001 publicou Le Livre des tempêtes à bord de l'Abeille Flandre bem como Pleine mer e recebeu o Prêmio Nadar, por "melhor livro do ano". Também foi autor-realizador de documentários: La Boucane (1985), Jean-Jacques (Chronique villageoise) (1987), Marcel, prêtre (1994) e Sous-Marin (2006). Sua última realização a bordo de um submarino nuclear de ataque em uma missão militar foi a primeira a ser realizada no mundo.

## Filmografia
- La Boucane, documentário colorido, 37 '. Formato 16 mm. 1985. indicado ao César de melhor documentário de curta-metragem em 1986. Prêmio do Primeiro Festival de filmes etnológicos (Paris, 1984). Primeira apresentação pelo Canal+.

- Jean-Jacques, chronique villageoise, documentário colorido, 52'. Formato 16 mm. 1987. Prêmio do Festival de Belfort em 1987. Seleção do Festival de Réel (Paris, 1988). Seleção do Festival Margaret Mead (Nova Iorque, 1988). Primeira apresentação pelo canal Arte.

- Marcel, prêtre, documentário colorido, 42'. Formato super 16 mm. 1994. Seleção do Festival de Réel (Paris, 1995). Primeira apresentação pelo canal Arte.

- Sous-Marin, documentário colorido, 5 épisodes de 26'. Vidéo. 2006. Primeira apresentação pelo canal Arte. A vida a bordo de um submarino nuclear de ataque submerso por 4 meses em uma missão secreta no Círculo Ártico.